# 家族的誕生
《家族的誕生》（韓語：패밀리가 떴다）是韓國SBS綜藝節目時段《星期天真好》中極受歡迎的節目之一。節目第一季於2008年6月15日開播，播出至2010年2月14日；改版後以全新陣容在2月21日緊接推出第二季，播出至同年7月11日。

## 節目內容

### 第一季
節目走訪韓國郊外小村莊進行2天1夜的戶外拍攝，每次到不同村莊其中一戶老人的家中完成老人們交托的任務，通常為完成漁農畜牧等相關工作及看家（平均每次3個任務）。
在拍攝期間，成員們除做任務外，亦會加插攝制隊預先準備的遊戲或活動。

## 節目成員

### 主持

#### 第一季
- 劉在錫：韓國節目主持人。
在家族裡與李孝利是「國民兄妹」；自稱智商為114[a]，是與大聲組成的「呆瓜兄弟」中的阿 呆哥哥。經常在家族中做很呆的事情，亦是老年組合成員其中之一。

#### 第二季
- 池相烈：韓國男演員及节目主持。
曾主持《Sang Sang》、《喜歡星期日》、《池相烈盧士燕的2時萬歲》、《X-Man》、《星期天晚上》、《爆裂！精神統一》、《兩天一夜》、《準備好了嗎》等節目。

### 固定出演

#### 第一季
- 朴藝珍：韓國女演員。（因拍劇在54期退出）
看起來很善良甜美，但在家族中很多男人不敢做的事都是藝珍小姐做的，因此被稱為「甜蜜殺氣」。由於父親是從事漁業，所以切魚刀功十分厲害，亦擅長捉雞。撒嬌時有嚴重的鼻音，曾稱為鼻音RAPPER。與李孝利是「要死不活姐妹」；與金鐘國是「緋聞男女」。
- 金鐘國：韓國男歌手，曾為男子組合Turbo成員之一，現獨立發展。（在19期加入）
加入初期和孝利很尴尬，二人稱為「尴尬男女」，後期更加熟識後則轉變為「吵吵鬧鬧Couple」；是與大聲組成「瞇瞇眼兄弟」中的哥哥，與朴藝珍是「緋聞男女」；人很健碩，亦稱「館長」。
- 李孝利：韓國性感女歌手，曾為女子組合FIN.K.L成員之一，現獨立發展。
在家族中是「呆瓜兄弟」的統治者，與劉在錫是「國民兄妹」；與朴藝珍是「要死不活姐妹」；與金鐘國前期是「尷尬男女」，後期是「吵吵鬧鬧Couple」。在玩遊戲的時候如果輸了，就會被統稱為「孝利效應」。
- 金秀路：韓國男演員。
在家族中年紀第二大，由於衣著老土，經常被孝利批評。在家族中因常常命令天熙做事而被稱為「金繼母」，但其實也很照顧天熙，與尹鍾信是「四十代兄弟」；與劉在錫、尹鍾信是「年長組合」；也是家族裡面的「遊戲魔王」，在金鐘國加入前基本上每次玩遊戲也會贏；因為常常挑食、耍賴也被稱作「金小孩」。
- 大聲：韓國男歌手，為男子偶像組合BIGBANG成員之一。（56、57期BIGBANG赴日宣傳；64、65期因車禍[b]住院；66、67期出院在家療養，均無參與演出）
為人很善良單純，很喜歡笑。在家族中與在錫感情很好，同樣很怕孝利，自稱智商110[a]，與劉在錫組成「呆瓜兄弟」，是其中的阿瓜弟弟；也是與金鐘國組成「瞇瞇眼兄弟」中的弟弟。
- 李天熙：韓國男演員。（因拍劇在54期退出）
在家族中很天真、很毛躁。常被金秀路使喚，亦稱為「天德瑞拉[c]」。
- 朴海鎮：韓國男演員。（在54期加入）
跟詩妍稱為「朴氏姊弟」。在家族中有時出現難以相信的表現。愛辯解，被劉在錫稱為「頂嘴青年」。每次遊戲演出都十分沒力，經常輸，是個不結實的人，被稱為「不實青年」，據此金鐘國替他鍛鍊身體。
- 尹鍾信：韓國抒情男歌手。
在家族中年紀最大，常被稱為老年人，並與劉在錫、金秀路是「年長組合」，而且本人年老體弱，經常病倒，每次到目的地下車時也一臉倦容，所以又稱為患者。與金秀路是「四十代兄弟」。
- 朴時妍：韓國女演員。（在54期加入，因腰傷在74期退出）
跟海鎮稱為「朴氏姊弟」。在家族遊戲中的黑馬，經常跟孝利決鬥。

#### 第二季
- 金垣喜：韩国女演员。
1992年出道，后出演了《首尔的月》、《银实》、《张禧嫔》等多部作品，都取得了不俗的成绩。 05年与摄影家孙赫灿喜结连理，享受着甜蜜的家庭生活。
- 申奉仙：韩国搞笑女艺人及节目主持。
2005年主持KBS第20期笑星出道，主要参与主持的节目有电视综艺节目《申東燁申奉仙的香檳》等。
- 趙權：韓國男歌手及演員，為男子偶像組合2AM隊長。
曾隸屬於韓國著名經紀公司JYP娛樂及公司Big Hit娛樂。
- 澤演：韓國男歌手及演員，為男子偶像組合2PM成員之一，是隊中的主Rapper。
- 潤娥：韓國女歌手及演員，為女子偶像組合少女時代成員之一。
- 尹相鉉：韓國男演員及歌手。
韓國中央大學視覺設計專業畢業，曾為男子組合5WHO隊長，初始團員還有高世元（고세원）和李成勳（이성훈），現改成4人男子團體，新增加一團員崔元俊（최원준），但一直無發片。
- 希澈：韓國男歌手及演員及節目主持，為韓流男子偶像組合Super Junior成員之一。（在12期加入）
- 張東民：韩国搞笑男艺人及节目主持。（在12期加入）

## 節目列表

### 第一季

#### 2008年（第1—28集）
| 集數 # | 播放日期 | 嘉賓                                       | 地點                                       | 主持                                                                      | 早餐擔任                                   |
| ------ | -------- | ------------------------------------------ | ------------------------------------------ | ------------------------------------------------------------------------- | ------------------------------------------ |
| 1      | 6月15日  | 金烔完（神話）                             | 江原道江陵市馬岩址村                       | 劉在錫、金秀路、尹鍾信、李孝利、 李天熙、朴藝珍、大聲                     | 劉在錫、大聲                               |
| 2      | 6月22日  | 金烔完（神話）                             | 江原道江陵市馬岩址村                       | 劉在錫、金秀路、尹鍾信、李孝利、 李天熙、朴藝珍、大聲                     | 劉在錫、大聲                               |
| 3      | 6月29日  | Brian                                      | 慶尚南道南海郡金川村                       | 劉在錫、金秀路、尹鍾信、李孝利、 李天熙、朴藝珍、大聲                     | 劉在錫、大聲                               |
| 4      | 7月6日   | Brian                                      | 慶尚南道南海郡金川村                       | 劉在錫、金秀路、尹鍾信、李孝利、 李天熙、朴藝珍、大聲                     | 劉在錫、大聲                               |
| 5      | 7月13日  | 朴海鎮                                     | 全羅南道寶城郡江骨村                       | 劉在錫、金秀路、尹鍾信、李孝利、 李天熙、朴藝珍、大聲                     | 劉在錫、大聲                               |
| 6      | 7月20日  | 朴海鎮                                     | 全羅南道寶城郡江骨村                       | 劉在錫、金秀路、尹鍾信、李孝利、 李天熙、朴藝珍、大聲                     | 劉在錫、大聲                               |
| 7      | 7月27日  | G-Dragon（BIGBANG）、 申成祿               | 京畿道华城市白米里村                       | 劉在錫、金秀路、尹鍾信、李孝利、 李天熙（中途加入）、朴藝珍、大聲         | 全員                                       |
| 8      | 8月3日   | G-Dragon（BIGBANG）、 申成祿               | 京畿道华城市白米里村                       | 劉在錫、金秀路、尹鍾信、李孝利、 李天熙（中途加入）、朴藝珍、大聲         | 全員                                       |
| 9      | 8月17日  | JunJin（神話）                             | 京畿道杨平郡大麦岭村                       | 劉在錫、金秀路、尹鍾信、李孝利、 李天熙、朴藝珍、大聲                     | 李孝利、李天熙                             |
| 10     | 8月24日  | JunJin（神話）                             | 京畿道杨平郡大麦岭村                       | 劉在錫、金秀路、尹鍾信、李孝利、 李天熙、朴藝珍、大聲                     | 李孝利、李天熙                             |
| 11     | 8月31日  | 李陣郁                                     | 全羅北道高敞郡安峴村（日出村）             | 劉在錫、金秀路、尹鍾信、李孝利、 李天熙、朴藝珍、大聲                     | 劉在錫、李陣郁                             |
| 12     | 9月7日   | 李陣郁                                     | 全羅北道高敞郡安峴村（日出村）             | 劉在錫、金秀路、尹鍾信、李孝利、 李天熙、朴藝珍、大聲                     | 劉在錫、李陣郁                             |
| 13     | 9月14日  | 太妍（少女時代）、 李洪基（FT Island）     | 慶尚北道安東市佳宋村                       | 劉在錫、金秀路、尹鍾信、李孝利、 李天熙、朴藝珍、大聲                     | 全員                                       |
| 14     | 9月21日  | 太妍（少女時代）、 李洪基（FT Island）     | 慶尚北道安東市佳宋村                       | 劉在錫、金秀路、尹鍾信、李孝利、 李天熙、朴藝珍、大聲                     | 全員                                       |
| 15     | 9月28日  | 申彗星（神話）                             | 全羅南道務安郡檜山村                       | 劉在錫、金秀路、尹鍾信、李孝利、 李天熙、朴藝珍、大聲                     | 劉在錫、李孝利、朴藝珍、申彗星             |
| 16     | 10月5日  | 申彗星（神話）                             | 全羅南道務安郡檜山村                       | 劉在錫、金秀路、尹鍾信、李孝利、 李天熙、朴藝珍、大聲                     | 劉在錫、李孝利、朴藝珍、申彗星             |
| 17     | 10月12日 | 鄭允浩、金俊秀（東方神起）                 | 全羅南道海南郡日落村                       | 劉在錫、金秀路、尹鍾信、李孝利、 李天熙、朴藝珍、大聲                     | 劉在錫、金秀路、尹鍾信                     |
| 18     | 10月19日 | 鄭允浩、金俊秀（東方神起）                 | 全羅南道海南郡日落村                       | 劉在錫、金秀路、尹鍾信、李孝利、 李天熙、朴藝珍、大聲                     | 劉在錫、金秀路、尹鍾信                     |
| 19     | 10月26日 | 新家族特輯 無嘉賓                          | 忠清南道唐津市好音里村                     | 劉在錫、金秀路、尹鍾信、金鐘國、 李孝利、李天熙、朴藝珍、大聲             | 金秀路、李天熙                             |
| 20     | 11月2日  | 新家族特輯 無嘉賓                          | 忠清南道唐津市好音里村                     | 劉在錫、金秀路、尹鍾信、金鐘國、 李孝利、李天熙、朴藝珍、大聲             | 金秀路、李天熙                             |
| 21     | 11月9日  | Rain                                       | 全羅南道麗水市小栗村                       | 劉在錫、金秀路、尹鍾信、金鐘國（中途離開）、 李孝利、李天熙、朴藝珍、大聲 | 李天熙、Rain                               |
| 22     | 11月16日 | Rain                                       | 全羅南道麗水市小栗村                       | 劉在錫、金秀路、尹鍾信、金鐘國（中途離開）、 李孝利、李天熙、朴藝珍、大聲 | 李天熙、Rain                               |
| 23     | 11月23日 | 車太鉉                                     | 濟州島西歸浦市柑山村                       | 劉在錫、金秀路、尹鍾信、金鐘國、 李孝利、李天熙、朴藝珍、大聲             | 金鐘國、車太鉉                             |
| 24     | 11月30日 | 車太鉉                                     | 濟州島西歸浦市柑山村                       | 劉在錫、金秀路、尹鍾信、金鐘國、 李孝利、李天熙、朴藝珍、大聲             | 金鐘國、車太鉉                             |
| 25     | 12月7日  | 李水京                                     | 仁川市江華郡席毛島                         | 劉在錫、金秀路、尹鍾信、金鐘國、 李孝利、李天熙、朴藝珍、大聲             | 劉在錫、朴藝珍、大聲                       |
| 26     | 12月14日 | 李水京                                     | 仁川市江華郡席毛島                         | 劉在錫、金秀路、尹鍾信、金鐘國、 李孝利、李天熙、朴藝珍、大聲             | 劉在錫、朴藝珍、大聲                       |
| 27     | 12月21日 | 張赫                                       | 江原道白福陵雪花村                         | 劉在錫、金秀路、尹鍾信、金鐘國、 李孝利、李天熙、朴藝珍、大聲             | 劉在錫、金秀路、張赫                       |
| 28     | 12月28日 | 聖誕特輯 無嘉賓 播出精彩名場面、未公開片段 | 聖誕特輯 無嘉賓 播出精彩名場面、未公開片段 | 聖誕特輯 無嘉賓 播出精彩名場面、未公開片段                                | 聖誕特輯 無嘉賓 播出精彩名場面、未公開片段 |

#### 2009年（第29—78集）
| 集數 # | 播放日期 | 嘉賓                                       | 地點                                       | 主持                                                          | 早餐擔任                                   |
| ------ | -------- | ------------------------------------------ | ------------------------------------------ | ------------------------------------------------------------- | ------------------------------------------ |
| 29     | 1月4日   | 張赫                                       | 江原道白福陵雪花村                         | 劉在錫、金秀路、尹鍾信、金鐘國、 李孝利、李天熙、朴藝珍、大聲 | 劉在錫、金秀路、張赫                       |
| 30     | 1月11日  | 宋昶儀                                     | 忠清南道論山市伊梅谷                       | 劉在錫、金秀路、尹鍾信、金鐘國、 李孝利、李天熙、朴藝珍、大聲 | 李孝利、李天熙、宋昶儀                     |
| 31     | 1月18日  | 宋昶儀                                     | 忠清南道論山市伊梅谷                       | 劉在錫、金秀路、尹鍾信、金鐘國、 李孝利、李天熙、朴藝珍、大聲 | 李孝利、李天熙、宋昶儀                     |
| 32     | 1月25日  | 丹尼爾·海尼                                | 慶尚北道盈德郡槐市傳統村                   | 劉在錫、金秀路、尹鍾信、金鐘國、 李孝利、李天熙、朴藝珍、大聲 | 李孝利、丹尼爾·海尼                        |
| 33     | 2月1日   | 丹尼爾·海尼                                | 慶尚北道盈德郡槐市傳統村                   | 劉在錫、金秀路、尹鍾信、金鐘國、 李孝利、李天熙、朴藝珍、大聲 | 李孝利、丹尼爾·海尼                        |
| 34     | 2月8日   | T.O.P.（BIGBANG）                          | 江原道北東村                               | 劉在錫、金秀路、尹鍾信、金鐘國、 李孝利、李天熙、朴藝珍、大聲 | 劉在錫、尹鍾信、T.O.P.                     |
| 35     | 2月15日  | T.O.P.（BIGBANG）                          | 江原道北東村                               | 劉在錫、金秀路、尹鍾信、金鐘國、 李孝利、李天熙、朴藝珍、大聲 | 劉在錫、尹鍾信、T.O.P.                     |
| 36     | 2月22日  | 潤娥（少女時代）                           | 忠清南道扶餘郡衣岩村                       | 劉在錫、金秀路、尹鍾信、金鐘國、 李孝利、李天熙、朴藝珍、大聲 | 尹鍾信、大聲、潤娥                         |
| 37     | 3月1日   | 潤娥（少女時代）                           | 忠清南道扶餘郡衣岩村                       | 劉在錫、金秀路、尹鍾信、金鐘國、 李孝利、李天熙、朴藝珍、大聲 | 尹鍾信、大聲、潤娥                         |
| 38     | 3月8日   | 李凡秀                                     | 江原道橫城郡三培村                         | 劉在錫、金秀路、尹鍾信、金鐘國、 李孝利、李天熙、朴藝珍、大聲 | 金鐘國、大聲、李凡秀                       |
| 39     | 3月15日  | 李凡秀                                     | 江原道橫城郡三培村                         | 劉在錫、金秀路、尹鍾信、金鐘國、 李孝利、李天熙、朴藝珍、大聲 | 金鐘國、大聲、李凡秀                       |
| 40     | 3月22日  | 黃政民                                     | 全羅北道扶安郡雲湖村                       | 劉在錫、金秀路、尹鍾信、金鐘國、 李孝利、李天熙、朴藝珍、大聲 | 金秀路、金鐘國、黃政民                     |
| 41     | 3月29日  | 黃政民                                     | 全羅北道扶安郡雲湖村                       | 劉在錫、金秀路、尹鍾信、金鐘國、 李孝利、李天熙、朴藝珍、大聲 | 金秀路、金鐘國、黃政民                     |
| 42     | 4月5日   | 金垣喜                                     | 慶尚北道星州郡韓介村                       | 劉在錫、金秀路、尹鍾信、金鐘國、 李孝利、李天熙、朴藝珍、大聲 | 劉在錫、大聲、金垣喜                       |
| 43     | 4月12日  | 金垣喜                                     | 慶尚北道星州郡韓介村                       | 劉在錫、金秀路、尹鍾信、金鐘國、 李孝利、李天熙、朴藝珍、大聲 | 劉在錫、大聲、金垣喜                       |
| 44     | 4月19日  | 車勝元                                     | 慶尚南道固城郡                             | 劉在錫、金秀路、尹鍾信、金鐘國、 李孝利、李天熙、朴藝珍、大聲 | 金鐘國、李孝利、車勝元                     |
| 45     | 4月26日  | 車勝元                                     | 慶尚南道固城郡                             | 劉在錫、金秀路、尹鍾信、金鐘國、 李孝利、李天熙、朴藝珍、大聲 | 金鐘國、李孝利、車勝元                     |
| 46     | 5月3日   | 孫淡妃                                     | 全羅南道順天市仙鶴村                       | 劉在錫、金秀路、尹鍾信、金鐘國、 李孝利、李天熙、朴藝珍、大聲 | 尹鍾信、李天熙、孫淡妃                     |
| 47     | 5月10日  | 孫淡妃                                     | 全羅南道順天市仙鶴村                       | 劉在錫、金秀路、尹鍾信、金鐘國、 李孝利、李天熙、朴藝珍、大聲 | 尹鍾信、李天熙、孫淡妃                     |
| 48     | 5月17日  | 李準基                                     | 慶尚南道泗川市飛峰內村                     | 劉在錫、金秀路、尹鍾信、金鐘國、 李孝利、李天熙、朴藝珍、大聲 | 金秀路、李天熙、朴藝珍、李準基             |
| 49     | 5月31日  | 李準基                                     | 慶尚南道泗川市飛峰內村                     | 劉在錫、金秀路、尹鍾信、金鐘國、 李孝利、李天熙、朴藝珍、大聲 | 金秀路、李天熙、朴藝珍、李準基             |
| 50     | 6月7日   | 秋成勳                                     | 京畿道漣川郡全谷里                         | 劉在錫、金秀路、尹鍾信、金鐘國、 李孝利、李天熙、朴藝珍、大聲 | 劉在錫、李孝利、大聲、秋成勳               |
| 51     | 6月14日  | 秋成勳                                     | 京畿道漣川郡全谷里                         | 劉在錫、金秀路、尹鍾信、金鐘國、 李孝利、李天熙、朴藝珍、大聲 | 劉在錫、李孝利、大聲、秋成勳               |
| 52     | 6月21日  | 離別特輯 無嘉賓                            | 江原道洪川郡三生村                         | 劉在錫、金秀路、尹鍾信、金鐘國、 李孝利、李天熙、朴藝珍、大聲 | 全員                                       |
| 53     | 6月28日  | 離別特輯 無嘉賓                            | 江原道洪川郡三生村                         | 劉在錫、金秀路、尹鍾信、金鐘國、 李孝利、李天熙、朴藝珍、大聲 | 全員                                       |
| 54     | 7月5日   | 新家族特輯 無嘉賓                          | 忠清北道陰城郡鳳峴里                       | 劉在錫、金秀路、尹鍾信、金鐘國、 李孝利、大聲、朴詩妍、朴海鎮 | 尹鍾信、金鐘國、朴詩妍                     |
| 55     | 7月12日  | 新家族特輯 無嘉賓                          | 忠清北道陰城郡鳳峴里                       | 劉在錫、金秀路、尹鍾信、金鐘國、 李孝利、大聲、朴詩妍、朴海鎮 | 尹鍾信、金鐘國、朴詩妍                     |
| 56     | 7月19日  | 池相烈、金民俊                             | 慶尚南道陝川郡柳溪村                       | 劉在錫、金秀路、尹鍾信、金鐘國、 李孝利、朴詩妍、朴海鎮       | 劉在錫、朴海鎮、金民俊                     |
| 57     | 7月26日  | 池相烈、金民俊                             | 慶尚南道陝川郡柳溪村                       | 劉在錫、金秀路、尹鍾信、金鐘國、 李孝利、朴詩妍、朴海鎮       | 劉在錫、朴海鎮、金民俊                     |
| 58     | 8月2日   | 恐怖特輯 宋智孝                            | 全羅北道茂朱郡秋洞村                       | 劉在錫、金秀路、尹鍾信、金鐘國、 李孝利、大聲、朴詩妍、朴海鎮 | 大聲、朴海鎮、宋智孝                       |
| 59     | 8月9日   | 恐怖特輯 宋智孝                            | 全羅北道茂朱郡秋洞村                       | 劉在錫、金秀路、尹鍾信、金鐘國、 李孝利、大聲、朴詩妍、朴海鎮 | 大聲、朴海鎮、宋智孝                       |
| 60     | 8月16日  | 崔秀宗                                     | 全羅南道麗水市島達川村                     | 劉在錫、金秀路、尹鍾信、金鐘國、 李孝利、大聲、朴詩妍、朴海鎮 | 金秀路、朴海鎮、崔秀宗                     |
| 61     | 8月30日  | 崔秀宗                                     | 全羅南道麗水市島達川村                     | 劉在錫、金秀路、尹鍾信、金鐘國、 李孝利、大聲、朴詩妍、朴海鎮 | 金秀路、朴海鎮、崔秀宗                     |
| 62     | 9月6日   | 申賢俊                                     | 忠清北道槐山郡沙器幕村                     | 劉在錫、金秀路、尹鍾信、金鐘國、 李孝利、大聲、朴詩妍、朴海鎮 | 劉在錫、金鐘國、申賢俊                     |
| 63     | 9月13日  | 申賢俊                                     | 忠清北道槐山郡沙器幕村                     | 劉在錫、金秀路、尹鍾信、金鐘國、 李孝利、大聲、朴詩妍、朴海鎮 | 劉在錫、金鐘國、申賢俊                     |
| 64     | 9月20日  | 勝利（BIGBANG）、 金賢重（SS501）          | 江原道襄陽郡河趙臺                         | 劉在錫、金秀路、尹鍾信、金鐘國、 李孝利、朴詩妍、朴海鎮       | 尹鍾信、李孝利、勝利、金賢重               |
| 65     | 9月27日  | 勝利（BIGBANG）、 金賢重（SS501）          | 江原道襄陽郡河趙臺                         | 劉在錫、金秀路、尹鍾信、金鐘國、 李孝利、朴詩妍、朴海鎮       | 尹鍾信、李孝利、勝利、金賢重               |
| 66     | 10月4日  | 車太鉉、張赫                               | 慶尚北道聞慶市古堯村                       | 劉在錫、金秀路、尹鍾信、金鐘國、 李孝利、朴詩妍、朴海鎮       | 尹鍾信、金鐘國、車太鉉、張赫               |
| 67     | 10月11日 | 車太鉉、張赫                               | 慶尚北道聞慶市古堯村                       | 劉在錫、金秀路、尹鍾信、金鐘國、 李孝利、朴詩妍、朴海鎮       | 尹鍾信、金鐘國、車太鉉、張赫               |
| 68     | 10月18日 | 河智苑                                     | 濟州島濟州市迎日洞                         | 劉在錫、金秀路、尹鍾信、金鐘國、 李孝利、大聲、朴詩妍、朴海鎮 | 劉在錫、金鐘國、河智苑                     |
| 69     | 10月25日 | 河智苑                                     | 濟州島濟州市迎日洞                         | 劉在錫、金秀路、尹鍾信、金鐘國、 李孝利、大聲、朴詩妍、朴海鎮 | 劉在錫、金鐘國、河智苑                     |
| 70     | 11月1日  | 李承哲                                     | 全羅北道南原市小石村                       | 劉在錫、金秀路、尹鍾信、金鐘國、 李孝利、大聲、朴詩妍、朴海鎮 | 尹鍾信、李孝利、朴詩妍、李承哲             |
| 71     | 11月8日  | 李承哲                                     | 全羅北道南原市小石村                       | 劉在錫、金秀路、尹鍾信、金鐘國、 李孝利、大聲、朴詩妍、朴海鎮 | 尹鍾信、李孝利、朴詩妍、李承哲             |
| 72     | 11月15日 | Dara（2NE1）、 U-ie（After School）        | 全羅南道珍島郡素浦村                       | 劉在錫、金秀路、尹鍾信、金鐘國、 李孝利、大聲、朴詩妍、朴海鎮 | 劉在錫、大聲、U-ie                         |
| 73     | 11月22日 | Dara（2NE1）、 U-ie（After School）        | 全羅南道珍島郡素浦村                       | 劉在錫、金秀路、尹鍾信、金鐘國、 李孝利、大聲、朴詩妍、朴海鎮 | 劉在錫、大聲、U-ie                         |
| 74     | 11月29日 | 李敬實                                     | 江原道寧越郡甕亭里                         | 劉在錫、金秀路、尹鍾信、金鐘國、 李孝利、大聲、朴海鎮         | 全員                                       |
| 75     | 12月6日  | 李敬實                                     | 江原道寧越郡甕亭里                         | 劉在錫、金秀路、尹鍾信、金鐘國、 李孝利、大聲、朴海鎮         | 全員                                       |
| 76     | 12月13日 | 朴軫永、 徐寅永（時為Jewelry成員）         | 全羅南道長興郡傍村                         | 劉在錫、金秀路、尹鍾信、金鐘國、 李孝利、大聲、朴海鎮         | 尹鍾信、朴軫永、徐寅永                     |
| 77     | 12月20日 | 朴軫永、 徐寅永（時為Jewelry成員）         | 全羅南道長興郡傍村                         | 劉在錫、金秀路、尹鍾信、金鐘國、 李孝利、大聲、朴海鎮         | 尹鍾信、朴軫永、徐寅永                     |
| 78     | 12月27日 | 送年特輯 無嘉賓 播出精彩名場面、未公開片段 | 送年特輯 無嘉賓 播出精彩名場面、未公開片段 | 送年特輯 無嘉賓 播出精彩名場面、未公開片段                    | 送年特輯 無嘉賓 播出精彩名場面、未公開片段 |

#### 2010年（第79—85集）
| 集數 # | 播放日期 | 嘉賓 | 地點                 | 主持                                                                          | 早餐擔任                       |
| ------ | -------- | --- | -------------------- | ----------------------------------------------------------------------------- | ------------------------------ |
| 79     | 1月3日   | 金聖洙、趙漢善 | 慶尚北道盈德郡昌浦村 | 劉在錫、金秀路、尹鍾信、金鐘國、 李孝利、大聲、朴海鎮                         | 李孝利、大聲、金聖洙、趙漢善   |
| 80     | 1月10日  | 金聖洙、趙漢善 | 慶尚北道盈德郡昌浦村 | 劉在錫、金秀路、尹鍾信、金鐘國、 李孝利、大聲、朴海鎮                         | 李孝利、大聲、金聖洙、趙漢善   |
| 81     | 1月17日  | 女團特輯 蒂芬妮（少女時代）、 妮可（KARA） 客串嘉賓： 潤娥（少女時代）、 昇延、知英（KARA）、 GaIn、JeA、Miryo（Brown Eyed Girls）、 芝妍、𤨒晶（T-ara） | 京畿道抱川市小回山   | 劉在錫、金秀路、尹鍾信、金鐘國、 李孝利、大聲、朴海鎮                         | 劉在錫、金鐘國、李孝利、蒂芬妮 |
| 82     | 1月24日  | 女團特輯 蒂芬妮（少女時代）、 妮可（KARA） 客串嘉賓： 潤娥（少女時代）、 昇延、知英（KARA）、 GaIn、JeA、Miryo（Brown Eyed Girls）、 芝妍、𤨒晶（T-ara） | 京畿道抱川市小回山   | 劉在錫、金秀路、尹鍾信、金鐘國、 李孝利、大聲、朴海鎮                         | 劉在錫、金鐘國、李孝利、蒂芬妮 |
| 83     | 1月31日  | 李天熙、朴藝珍、朴詩妍 | 全羅南道寶城郡江骨村 | 劉在錫、金秀路、尹鍾信、金鐘國、 李孝利、大聲、朴海鎮                         | 全員                           |
| 84     | 2月7日   | 李天熙、朴藝珍、朴詩妍 | 全羅南道寶城郡江骨村 | 劉在錫、金秀路、尹鍾信、金鐘國、 李孝利、大聲、朴海鎮                         | 全員                           |
| 85     | 2月14日  | 家族大賞 無嘉賓 頒獎暨精彩名場面播出 | SBS木洞放送中心      | 劉在錫、金秀路、尹鍾信、金鐘國、李孝利、 大聲、李天熙、朴藝珍、朴詩妍、朴海鎮 |                                |

## 收視率
以下紀錄除註明外均為《家族的誕生》單獨收視，紅色表示為該年度最高收視率，藍色則表示為該年度最低收視率。

### 第一季

#### 2008年（第1—28集）
| 1  | 6月15日  | 5.5%  | 5.3%  |
| 2  | 6月22日  | 9.0%  | 8.2%  |
| 3  | 6月29日  | 8.5%  | 7.3%  |
| 4  | 7月6日   | 6.3%  | 5.7%  |
| 5  | 7月13日  | 8.0%  | 8.5%  |
| 6  | 7月20日  | 10.6% | 10.0% |
| 7  | 7月27日  | 13.4% | 13.7% |
| 8  | 8月3日   | 12.9% | 14.9% |
| 9  | 8月17日  | 21.7% | 21.6% |
| 10 | 8月24日  | 18.3% | 18.0% |
| 11 | 8月31日  | 19.9% | 20.0% |
| 12 | 9月7日   | 16.4% | 15.3% |
| 13 | 9月14日  | 16.3% | 13.9% |
| 14 | 9月21日  | 22.1% | 21.0% |
| 15 | 9月28日  | 20.3% | 19.5% |
| 16 | 10月5日  | 21.3% | 20.8% |
| 17 | 10月12日 | 23.0% | 21.5% |
| 18 | 10月19日 | 23.6% | 22.0% |
| 19 | 10月26日 | 27.5% | 24.1% |
| 20 | 11月2日  | 24.5% | 23.1% |
| 21 | 11月9日  | 29.6% | 23.3% |
| 22 | 11月16日 | 26.4% | 24.2% |
| 23 | 11月23日 | 25.1% | 23.6% |
| 24 | 11月30日 | 26.1% | 23.0% |
| 25 | 12月7日  | 28.0% | 25.5% |
| 26 | 12月14日 | 25.1% | 22.5% |
| 27 | 12月21日 | 29.1% | 24.4% |
| 28 | 12月28日 | 27.7% | 24.7% |

#### 2009年（第29—78集）
| 29 | 1月4日   | 27.4% | 23.7% |
| 30 | 1月11日  | 27.7% | 25.6% |
| 31 | 1月18日  | 24.1% | 23.1% |
| 32 | 1月25日  | 17.8% | 18.0% |
| 33 | 2月1日   | 23.3% | 21.5% |
| 34 | 2月8日   | 26.0% | 21.7% |
| 35 | 2月15日  | 23.5% | 23.1% |
| 36 | 2月22日  | 27.2% | 24.9% |
| 37 | 3月1日   | 22.6% | 21.3% |
| 38 | 3月8日   | 24.7% | 22.1% |
| 39 | 3月15日  | 23.9% | 22.9% |
| 40 | 3月22日  | 25.1% | 21.0% |
| 41 | 3月29日  | 23.0% | 19.9% |
| 42 | 4月5日   | 26.3% | 21.8% |
| 43 | 4月12日  | 23.0% | 18.6% |
| 44 | 4月19日  | 23.0% | 19.4% |
| 45 | 4月26日  | 24.3% | 20.1% |
| 46 | 5月3日   | 22.4% | 18.5% |
| 47 | 5月10日  | 24.4% | 20.4% |
| 48 | 5月17日  | 25.9% | 23.9% |
| 49 | 5月31日  | 23.4% | 18.8% |
| 50 | 6月7日   | 25.1% | 21.1% |
| 51 | 6月14日  | 24.3% | 19.6% |
| 52 | 6月21日  | 23.2% | 18.9% |
| 53 | 6月28日  | 24.4% | 18.5% |
| 54 | 7月5日   | 24.7% | 19.7% |
| 55 | 7月12日  | 26.6% | 21.0% |
| 56 | 7月19日  | 20.4% | 17.5% |
| 57 | 7月26日  | 23.7% | 18.8% |
| 58 | 8月2日   | 18.2% | 14.9% |
| 59 | 8月9日   | 21.5% | 16.7% |
| 60 | 8月16日  | 22.7% | 17.2% |
| 61 | 8月30日  | 21.2% | 17.6% |
| 62 | 9月6日   | 22.7% | 18.6% |
| 63 | 9月13日  | 20.4% | 17.0% |
| 64 | 9月20日  | 20.3% | 18.3% |
| 65 | 9月27日  | 22.7% | 18.6% |
| 66 | 10月4日  | 19.3% | 15.9% |
| 67 | 10月11日 | 18.6% | 16.1% |
| 68 | 10月18日 | 21.8% | 17.2% |
| 69 | 10月25日 | 19.7% | 18.0% |
| 70 | 11月1日  | 20.1% | 17.5% |
| 71 | 11月8日  | 21.8% | 18.8% |
| 72 | 11月15日 | 23.1% | 18.7% |
| 73 | 11月22日 | 22.0% | 17.8% |
| 74 | 11月29日 | 22.4% | 19.3% |
| 75 | 12月6日  | 18.5% | 15.4% |
| 76 | 12月13日 | 18.5% | 15.3% |
| 77 | 12月20日 | 19.3% | 16.6% |
| 78 | 12月27日 | 16.8% | 13.8% |

#### 2010年（第79—85集）
| 79 | 1月3日  | 16.4% | 14.1% |
| 80 | 1月10日 | 16.5% | 13.6% |
| 81 | 1月17日 | 17.9% | 15.3% |
| 82 | 1月24日 | 18.0% | 15.4% |
| 83 | 1月31日 | 18.6% | 14.7% |
| 84 | 2月7日  | 16.1% | 14.1% |
| 85 | 2月14日 | 8.7%  | 8.4%  |

### 第二季

#### 2010年（第1—17集）
| 1  | 2月21日 | 17.8% | 16.5% |
| 2  | 2月28日 | 12.4% | 10.9% |
| 3  | 3月7日  | 11.8% | 10.1% |
| 4  | 3月14日 | 9.1%  | 8.6%  |
| 5  | 3月21日 | 6.1%  | 7.6%  |
| 6  | 3月28日 | 6.2%  | 7.5%  |
| 7  | 4月11日 | 5.6%  | 5.6%  |
| 8  | 5月2日  | 7.2%  | 7.3%  |
| 9  | 5月9日  | 6.8%  | 6.5%  |
| 10 | 5月16日 | 10.6% | 10.3% |
| 11 | 5月23日 | 12.2% | 12.5% |
| 12 | 5月30日 | 6.8%  | 6.3%  |
| 13 | 6月6日  | 8.2%  | 8.9%  |
| 14 | 6月13日 | 6.3%  | 5.7%  |
| 15 | 6月27日 | 10.4% | 8.3%  |
| 16 | 7月4日  | 10.7% | 8.7%  |
| 17 | 7月11日 | 8.1%  | 6.7%  |

## 獎項

### 第一季
| 年份 | 獎項 |
| ---- | --- |
| 2008 | 第二屆SBS演藝大賞 - 特別賞：放送作家部門 最佳編劇賞－李美善（音譯） - 導演心目中的最佳TV明星賞－金秀路 - 最佳網絡人氣賞－李天熙、朴藝珍 - 觀眾評選最佳節目賞－《家族的誕生》 - 大賞－劉在錫 |
| 2009 | 第三屆SBS演藝大賞 - 最佳團隊賞－《家族的誕生》 - 最佳網絡人氣賞－李孝利 - 大賞－劉在錫、李孝利                                                                                              |

## 備註

## 外部連結
- 《星期天真好》官方網站

## 作品的變遷
| 星期天真好 | 星期天真好                               | 星期天真好                         | 星期天真好                           | 星期天真好                          | 星期天真好                          | 星期天真好                          |
| ---------- | ---------------------------------------- | ---------------------------------- | ------------------------------------ | ----------------------------------- | ----------------------------------- | ----------------------------------- |
| 1部        | 奇蹟的勝負師 2007.11.11 - 2008.06.08     | 家族的誕生 2008.06.15 - 2010.02.14 | 家族的誕生2 2010.02.21 - 2010.07.04  | 家族的誕生2 2010.02.21 - 2010.07.04 | Running Man 2010.07.11 - 2011.05.08 | Running Man 2010.07.11 - 2011.05.08 |
| 2部        | Meet the In-Laws 2007.11.11 - 2008.07.20 | （待查）                           | 黃金美女出擊 2008.10.12 - 2010.06.06 | （待查）                            | 家族的誕生2 2010.07.11              | 英雄豪傑 2010.07.18 - 2011.05.01    |